# Nina en Frederik

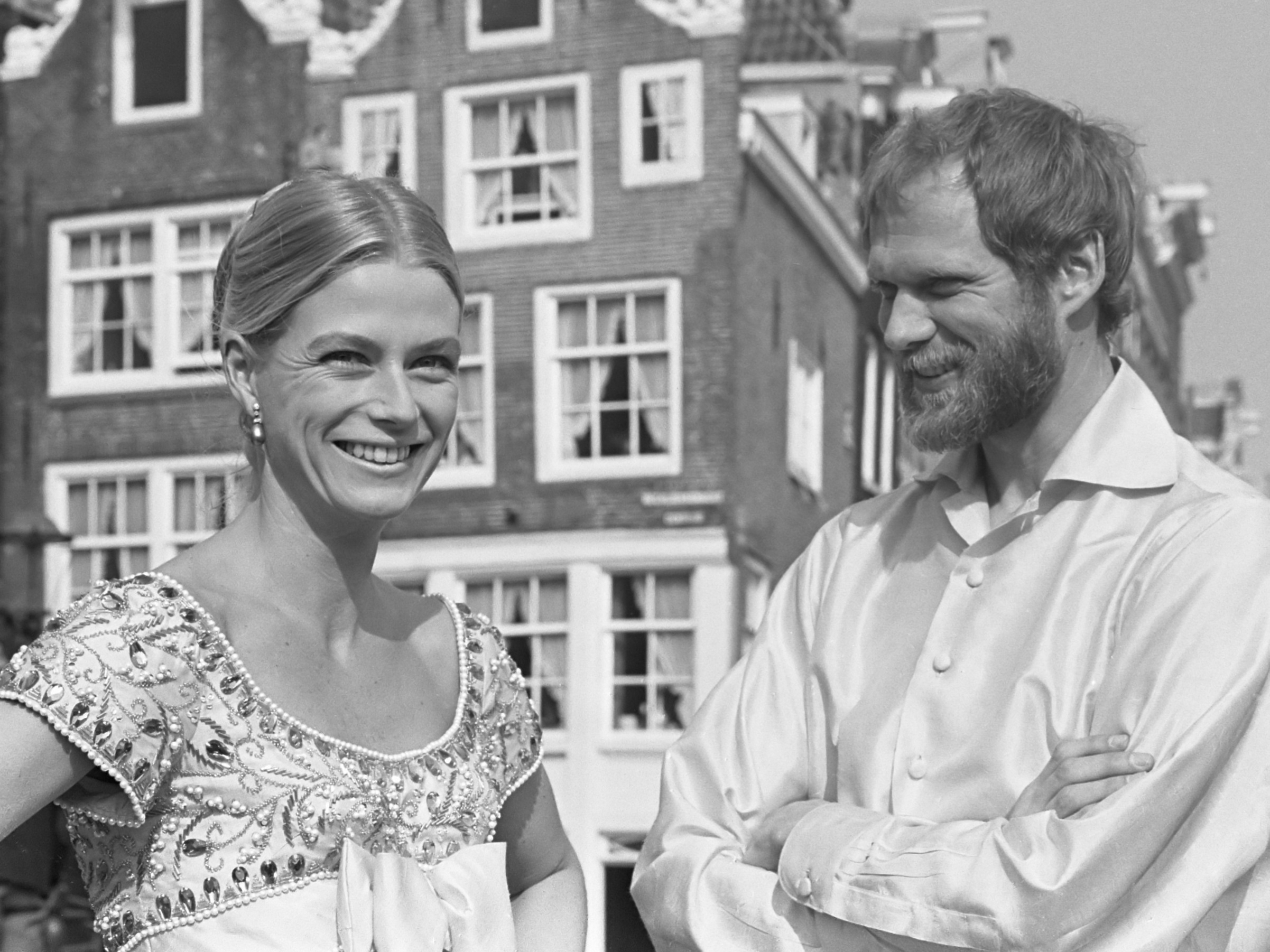
Nina en Frederik van Pallandt in Amsterdam voor een tv-film (13 april 1967)

Nina en Frederik waren een Deens-Nederlands zangduo dat aan het eind van de jaren vijftig en in de jaren zestig actief was. Frederik van Pallandt (geboren op 4 mei 1934 te Kopenhagen, vermoord op 15 mei 1994) en zijn vrouw Nina Magdalena Møller (geboren 15 juli 1932) hadden diverse internationale hits, zoals Listen to the Ocean, Mango buy me Mango en het door Bob Dylan geschreven Blowin' in the Wind. Zij traden vaak op in Nina's geboorteland Denemarken, waar ook Frederik geboren was als zoon van de toenmalige Nederlandse ambassadeur. Nina en Frederik kenden elkaar vanaf 1938 doordat hun families elkaar kenden.
Na zijn agrarische studie aan de universiteit van Trinidad kwam Frederik opnieuw Nina tegen en in 1957 vormden ze in Kopenhagen een zangduo. Ze traden met steeds meer succes op in Scandinavië, West-Europa en Amerika. In 1959 kwam hun eerste grammofoonplaat uit. Kort daarna trouwden ze met elkaar.
In 1969 ging het zangduo uit elkaar. Niet lang erna volgde ook privé hun scheiding. Nina bleef in de showbusiness werken, terwijl Frederik zich tot zijn plotselinge overlijden in 1994 op duurzame landbouw toelegde.